# Jessie Williams

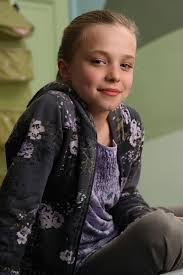
Jessie Williams (2016)

Jessie „Jess“ Tamara Williams (* 20. Januar 1999 in Essex, London, England) ist eine britische Schauspielerin. Sie wurde national bekannt durch ihre Darstellung der Lily Kettle in einigen, zusammenhängenden Fernsehserien.

## Leben
Williams begann mit ihrer Schauspielkarriere durch ihre Rolle der Lily Kettle in der Fernsehserie Tracy Beaker kehrt zurück. Die gleiche Rolle verkörperte sie in den Ablegern The Tracy Beaker Survival Files, The Dumping Ground und The Dumping Ground Survival Files. Es folgten Episodenrollen in The Hour, Casualty und Call the Midwife – Ruf des Lebens.
Sie wirkte außerdem in den Filmen Death Walks, No Reasons (beide 2016) und 2020 in Patients of a Saint mit.

## Filmografie
- 2010–2012: Tracy Beaker kehrt zurück (Tracy Beaker Returns) (Fernsehserie, 27 Episoden)
- 2011: The Tracy Beaker Survival Files (Fernsehserie, 13 Episoden)
- 2012: The Hour (Fernsehserie, Episode 2x01)
- 2013–2018: The Dumping Ground (Fernsehserie, 16 Episoden)
- 2014: The Dumping Ground Survival Files (Fernsehserie, 4 Episoden)
- 2016: Death Walks
- 2016: No Reasons
- 2017: Casualty (Fernsehserie, Episode 32x10)
- 2019: Call the Midwife – Ruf des Lebens (Call the Midwife) (Fernsehserie, 2 Episoden)
- 2020: Patients of a Saint